# 개빈 바주누
개빈 오케로게네 바주누 (Gavin Okeroghene Bazunu, 2002년 2월 20일 ~ )는 아일랜드의 축구 선수이며, 사우샘프턴에서 골키퍼로 뛰고 있다.